# Arctostaphylos patula
Arctostaphylos patula là một loài thực vật có hoa trong họ Thạch nam. Loài này được Greene mô tả khoa học đầu tiên năm 1891.

## Hình ảnh

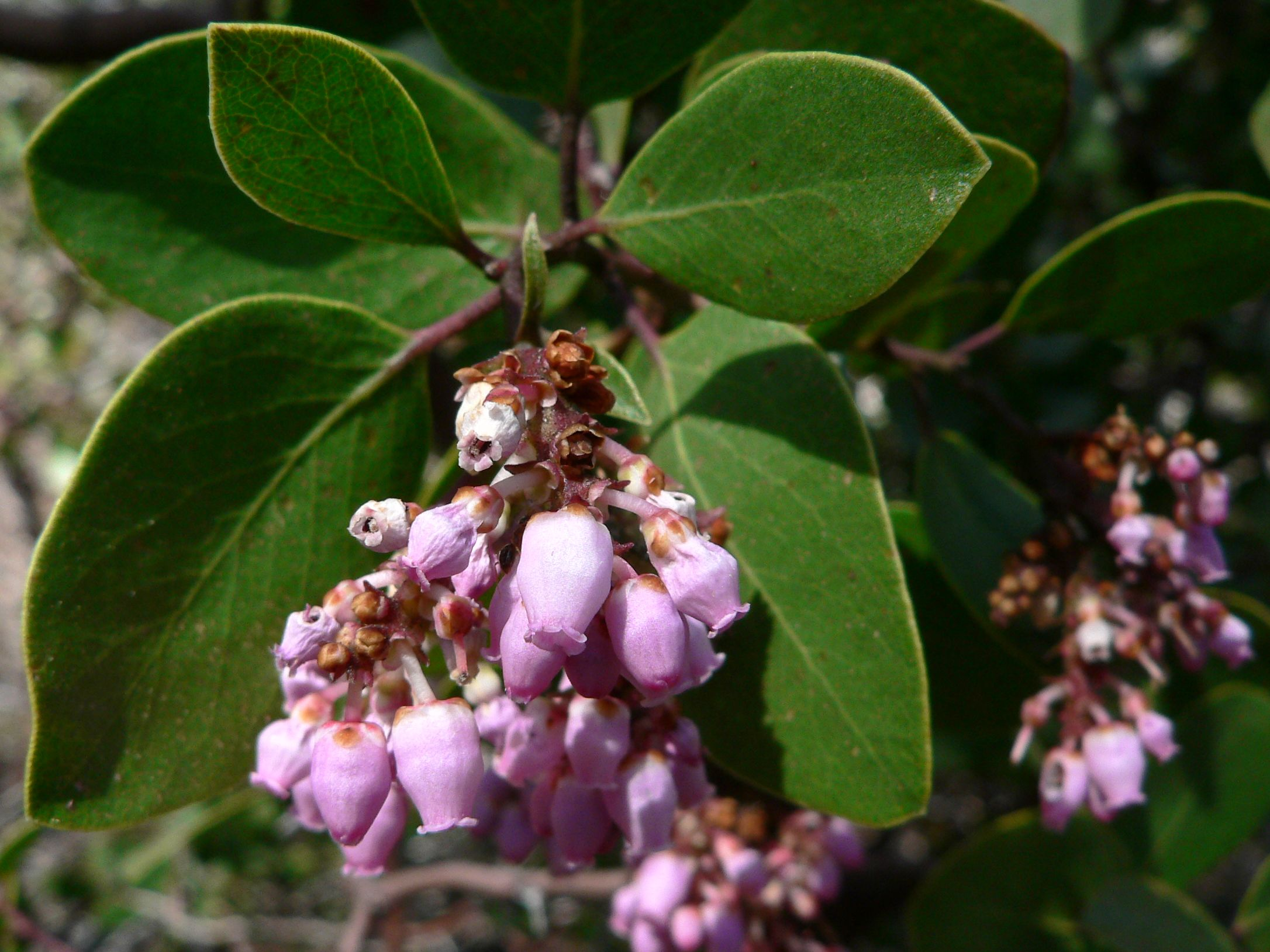
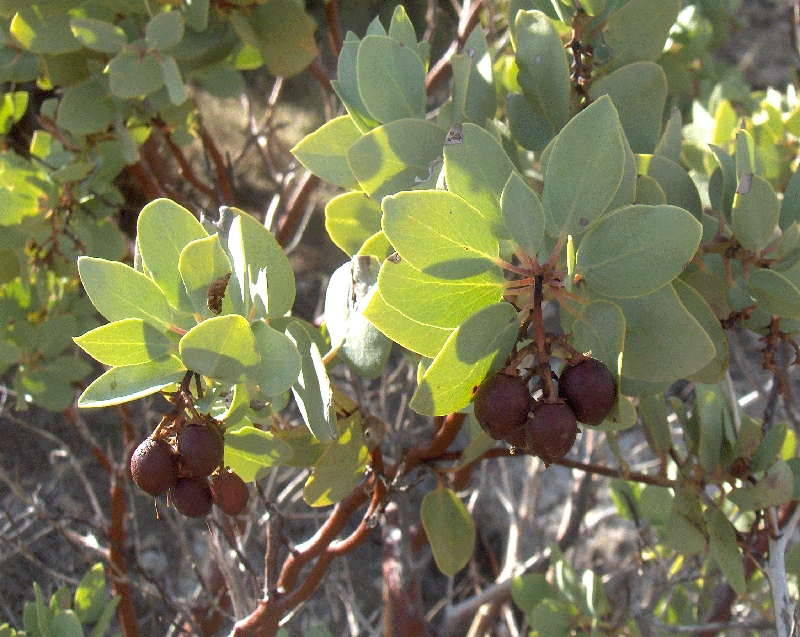
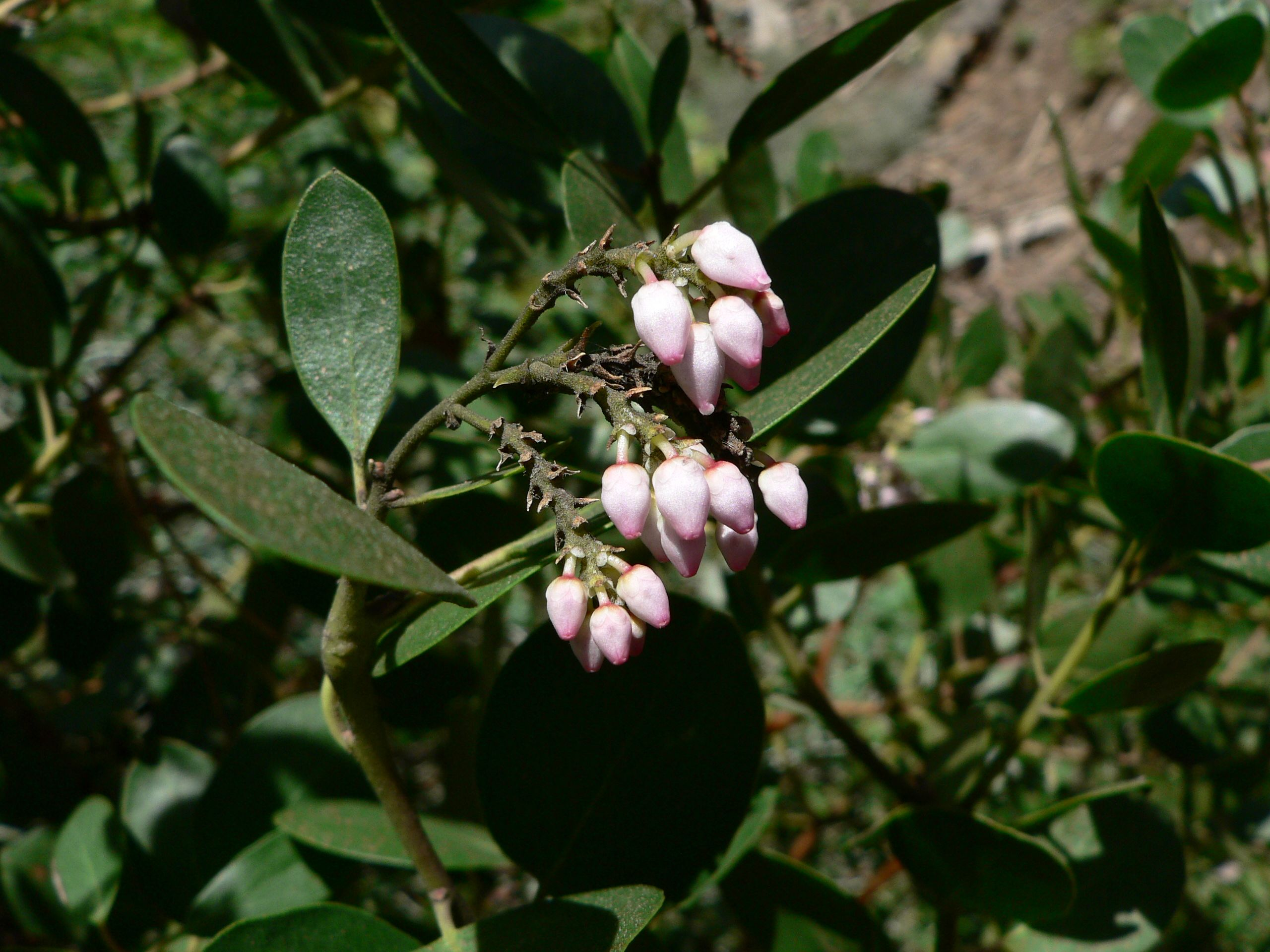
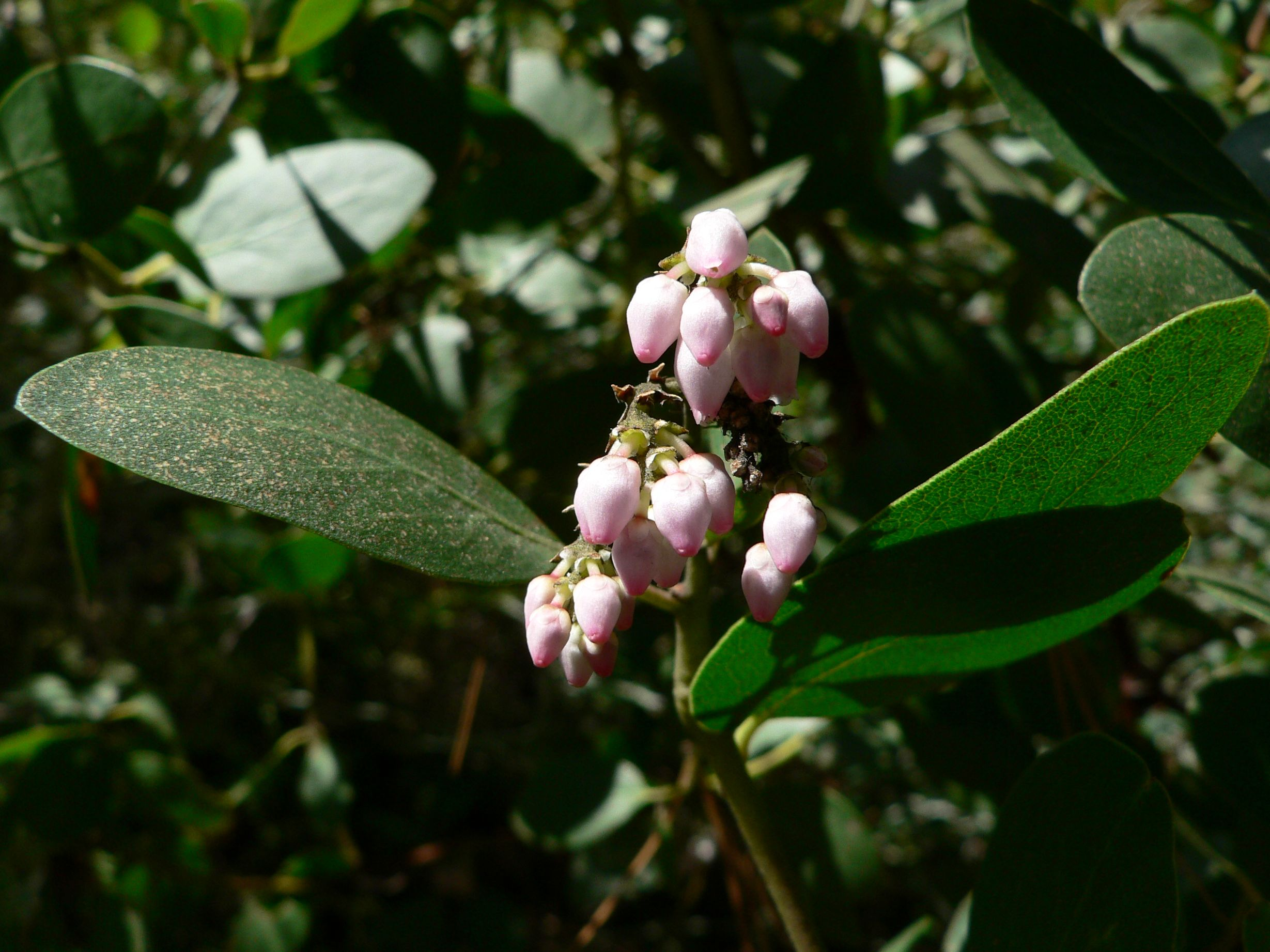